# یشتانسکو
یشتانسکو (به صربی: Lještansko) یک منطقهٔ مسکونی در صربستان است که در بایینا باشتا واقع شده‌است. یشتانسکو ۴۱۸ نفر جمعیت دارد.